# ازرین
اِزرین (انگلیسی: Ezrin) که با نام‌های سیتوویلین و ویلین-۲ هم شناخته می‌شود، یک پروتئین است که در انسان توسط ژن «EZR» کُدگذاری می‌شود.
ریشهٔ آمینی این پروتئین حاوی دومِـین FERM و ریشهٔ کربوکسیل آن حاوی دومِـین ERM است. پروتئین‌های غشائی پیرامونی سیتوپلاسم که توسط ژن «EZR» کُدگذاری می‌شوند، توسط تیروزین کیناز در میکروویلی‌ها فسفریله می‌شوند. اِزرین، پیونددهندهٔ غشای سلولی به اسکلت سلولی است و نقش مهمی در اتصال‌های سطحی سلول، حرکت سلول و سازماندهی آنها دارد.
اِزرین با مولکول‌های زیر تعامل پروتئین-پروتئین دارد:
- لیگاند فاس[۶][۷]
- ICAM-1[۸][۹]
- موئیزین[۶][۱۰][۱۱]

## برای مطالعهٔ بیشتر
- Martin TA, Harrison G, Mansel RE, Jiang WG (2004). "The role of the CD44/ezrin complex in cancer metastasis". Crit. Rev. Oncol. Hematol. 46 (2): 165–86. doi:10.1016/S1040-8428(02)00172-5. PMID 12711360.